# Linyi
Linyí (en xinès: 临沂市, pinyin: Línyí shì) és una ciutat-prefectura de la província de Shandong, República Popular de la Xina. Limita al nord amb Zibo, al sud amb Suqian, a l'oest amb Zaozhuang i a l'est amb Rizhao. Té una àrea de 17.251 km² i una població de 10 milions.

## Història
El 25 de juliol de 1668, es va produir un terratrèmol que va tenir una magnitud estimada de 8,5, just al nord-est de la ciutat de Linyi, convertint-lo en el terratrèmol històric més gran a la Xina de l'Est, i un dels més grans del món a terra. A Linyi, no es va quedar cap casa en peu, i es deia que emergia aigua negra de les fissures del sòl que es van obrir després del terratrèmol.

## Administració
La ciutat prefectura de Linyi es divideix en 3 districtes i 9 comtats.
- Districte Lanshan (兰山区)
- Districte Luozhuang (罗庄 区)
- Districte Hedong (河东 区)
- Comtat Tancheng (郯城县)
- Comtat Cangshan (苍山县)
- Comtat Junan (莒南县)
- Comtat Yishui (沂水 县)
- Comtat Mengyin (蒙阴县)
- Comtat Pingyi (平邑 县)
- Comtat Fei (费 县)
- Comtat Yinan (沂南县)
- Comtat Linshu (临沭县)

Aquests es divideixen en 181 municipis

## Economia
L'economia està basada en els seus mercats a l'engròs. A la prefectura de Linyi s'han desenvolupat més de 1.500 llogarets especialitzades, més de 80 ciutats especialitzats i prop de 800 empreses agrícoles.
El 2002 el PIB de la prefectura va ser de 71 milions d'iens USD16 milions que comprèn 12 milions de la indústria primària, 34 milions de la indústria secundària i 25 milions de la indústria terciària. Els principals productes industrials són: tèxtils, productes alimentaris, maquinària, electrònica, productes químics, materials de construcció, carbó, medicaments, or i porcellana, que s'exporta a Europa, Amèrica i el sud-est asiàtic.

## Clima
Linyi té un clima influenciat pel monsó del sud-est asiàtic amb abundant sol. Els estius són clients i humits i els hiverns són secs i freds i està lliure de neu per més de 200 dies.